# Miranda Rae Mayo
Miranda Rae Mayo (Fresno, California; 14 de agosto de 1990) es una actriz de televisión estadounidense. Interpretó a Lacey Briggs en la serie Blood & Oil y desde 2016 integra el elenco de la serie Chicago Fire como la bombero Stella Kidd.

## Biografía
Mayo nació en Fresno, California y comenzó su carrera como actriz apareciendo en funciones de teatro en la Escuela Secundaria Roosevelt, donde asistía. Luego se mudó a Los Ángeles y comenzó una carrera de modelo antes de hacer su debut en televisión. En 2011, Mayo protagonizó un episodio de la serie de NBC, Law & Order: LA.
En 2013, tuvo un papel recurrente en la serie de comedia del canal BET The Game. Al año siguiente se unió al elenco de Days of Our Lives como Zoe Browning. Apareció en el programa de forma recurrente desde agosto de 2014 hasta julio de 2015. Desde ese año, Mayo tuvo un papel recurrente como Talia Sandoval durante la quinta temporada de la serie adolescente Pretty Little Liars.
En 2015 apareció en la segunda temporada de la serie de HBO True Detective, y fue elegida para el papel recurrente de la serie dramática de Showtime The Affair como el nuevo interés amoroso del personaje de Joshua Jackson. En el mismo año, Mayo fue elegida para el papel regular en la telenovela Blood & Oil de ABC como Lacey Briggs, la hija del magnate petrolero Hap Briggs (Don Johnson).
En 2016, se unió al elenco de Chicago Fire interpretando a Stella Kidd, la nueva bombero.

## Filmografía

### Cine
| Año            | Título                      | Papel       | Notas         |
| -------------- | --------------------------- | ----------- | ------------- |
| 2011           | Inside                      | Emma Hickox |               |
| 2012           | How Your P*ssy Works        |             | Cortometraje  |
| 2014           | The Black Bachelor          |             | Cortometraje  |
| 2015           | We Are Your Friends         | Courtney    | Sin acreditar |
| 2015           | The Girl in the Photographs | Rose        |               |
| Por anunciarse | Going Places                | Jules       | En producción |

### Televisión
| Año           | Título              | Papel             | Notas                                                                          |
| ------------- | ------------------- | ----------------- | ------------------------------------------------------------------------------ |
| 2011          | Law & Order: LA     | Anna              | Episodio: "El Sereno"                                                          |
| 2011          | Supah Ninjas        | Asistente         | Episodio: "The Magnificent"                                                    |
| 2013          | The Game            | Patreece Sheibani | Personaje recurrente; 5 episodios                                              |
| 2013          | American Caravan    |                   | Programa de televisión no emitido                                              |
| 2013—2015     | Days of Our Lives   | Zoe Browning      | Personaje regular; 15 episodios                                                |
| 2015          | Stuck!              | Brooke            | Personaje principal; 9 episodios                                               |
| 2015          | Pretty Little Liars | Talia Sandoval    | Personaje recurrente; 7 episodios                                              |
| 2015          | True Detective      | Vera Machiado     | Personaje recurrente; 2 episodes                                               |
| 2015          | Blood & Oil         | Lacey Briggs      | Personaje principal; 10 episodios                                              |
| 2016–presente | Chicago Fire        | Stella Kidd       | Personaje recurrente (Temporada 4), Personaje principal (Temporada 5–presente) |
| 2018          | Chicago Med         | Stella Kidd       | Episodio: "When to Let Go"                                                     |
| 2019          | Chicago P.D.        | Stella Kidd       | Episodio: "Infection: Part III"                                                |